# Roumelí (Réthymnon)
Roumelí, en grec moderne : Ρουμελί, est un village du dème de Mylopótamos, en Crète, en Grèce. Selon le recensement de 2011, la population de Roumelí compte 519 habitants. Il est situé à une altitude de 60 m et à une distance de 23 km de Réthymnon.